# Гринвил (Јужна Каролина)
Гринвил (енгл. Greenville) град је у америчкој савезној држави Јужна Каролина.

## Демографија
По попису из 2010. године број становника је 58.409, што је 2.407 (4,3%) становника више него 2000. године.
| Група             | 2000.          | 2010.          |
| Белци             | 33.917 (60,6%) | 35.776 (61,3%) |
| Афроамериканци    | 19.008 (33,9%) | 17.519 (30,0%) |
| Азијати           | 709 (1,3%)     | 793 (1,4%)     |
| Хиспаноамериканци | 1.927 (3,4%)   | 3.443 (5,9%)   |
| Укупно            | 56.002         | 58.409         |